# Otis Birdsong
Otis Lee Birdsong (Winter Haven, Florida, 9 de diciembre de 1955) es un exjugador de baloncesto estadounidense que jugó durante doce temporadas en la NBA. Con 1,90 metros de altura, lo hacía en la posición de Base.

## Trayectoria deportiva

### Universidad
Cuando Birdsong fue nombrado All-American en 1977 tras liderar a la Universidad de Houston llevándola a la final del NIT, se ponía fin a una exitosa carrera universitaria. En su primer año fue el tercer máximo anotador de su equipo, y al año siguiente inscribió su nombre en el libro de los records de los Cougars al ser el primer jugador de segundo año en sobrepasar los 1000 puntos en esa temporada. La siguiente temporada, la primera del equipo en la desaparecida Southwestern Conference, lideró la conferencia en anotación, con 26,1 puntos por partido.
Durante la temporada 76-77 fue elegido jugador del año de su conferencia, después de llevar a su equipo a la final del NIT donde perdieron ante St. Bonaventure a pesar de los 30 puntos de Otis. Acabó cuarto en el ranking nacional, y tras promediar 30,3 puntos por partido, fue elegido "Jugador de la Década" de la SWC.
En el total de sus cuatro temporadas promedió 24,4 puntos, 4,9 rebotes y 3 asistencias por partido. Su camiseta con el número 10 es una de las únicas 4 que su universidad ha retirado como homenaje. Las otras tres fueron las de Clyde Drexler, Hakeem Olajuwon y Elvin Hayes.

### Profesional
Fue elegido en la segunda posición del Draft de la NBA de 1977 por Kansas City Kings, donde jugó durante 4 temporadas, acabando en 2 de ellas entre los diez máximos anotadores de la liga. En la temporada 1981-82 es traspasado a New Jersey Nets, donde permanecería prácticamente hasta el final de su carrera. A pesar de que sus cifras ya no fueron las mismas que en sus primeros años, mantuvo una buena regularidad en las 7 temporadas que estuvo allí. En 1988 firmaría con Boston Celtics, donde apenas jugó 12 partidos antes de retirarse, a la edad de 33 años.
En sus 12 temporadas como profesional promedió 18 puntos, 3,2 asistencias y 3 rebotes por partido.

## Estadísticas de su carrera en la NBA

### Temporada regular
| Año      | Equipo      | PJ  | PT  | MPP  | %TC  | %3P  | %TL  | RPP | APP | ROB | TPP | PPP  |
| -------- | ----------- | --- | --- | ---- | ---- | ---- | ---- | --- | --- | --- | --- | ---- |
| 1977-78  | Kansas City | 73  | —   | 25.7 | .492 | —    | .697 | 2.4 | 2.4 | 1.0 | .2  | 15.8 |
| 1978-79  | Kansas City | 82  | —   | 34.6 | .509 | —    | .725 | 4.3 | 3.4 | 1.5 | .2  | 21.7 |
| 1979-80  | Kansas City | 82  | —   | 35.2 | .505 | .278 | .694 | 4.0 | 2.5 | 1.7 | .3  | 22.7 |
| 1980-81  | Kansas City | 71  | —   | 36.5 | .544 | .286 | .697 | 3.6 | 3.3 | 1.3 | .3  | 24.6 |
| 1981-82  | New Jersey  | 37  | 22  | 27.7 | .469 | .000 | .583 | 2.6 | 3.4 | .8  | .1  | 14.2 |
| 1982-83  | New Jersey  | 62  | 54  | 30.4 | .511 | .333 | .566 | 2.4 | 3.9 | 1.4 | .3  | 15.1 |
| 1983-84  | New Jersey  | 69  | 57  | 31.4 | .508 | .250 | .608 | 2.5 | 3.9 | 1.2 | .2  | 19.8 |
| 1984-85  | New Jersey  | 56  | 45  | 32.9 | .511 | .190 | .622 | 2.6 | 4.1 | 1.5 | .1  | 20.6 |
| 1985-86  | New Jersey  | 77  | 74  | 31.1 | .513 | .364 | .581 | 2.6 | 3.4 | 1.1 | .2  | 15.8 |
| 1986-87  | New Jersey  | 7   | 6   | 18.1 | .452 | .000 | .667 | 1.0 | 2.4 | .4  | .0  | 6.3  |
| 1987-88  | New Jersey  | 67  | 59  | 28.1 | .458 | .360 | .511 | 2.5 | 3.3 | .8  | .2  | 10.9 |
| 1988-89  | Boston      | 13  | 0   | 8.3  | .500 | .333 | .000 | 1.0 | .7  | .2  | .1  | 2.8  |
| Total    | Total       | 696 | 317 | 31.1 | .506 | .274 | .655 | 3.0 | 3.2 | 1.2 | .2  | 18.0 |
| All-Star | All-Star    | 4   | 0   | 13.0 | .375 | —    | .500 | 1.5 | .5  | .8  | .0  | 3.5  |

### Playoffs
| Año   | Equipo      | PJ | PT | MPP  | %TC  | %3P   | %TL  | RPP | APP | ROB | TPP | PPP  |
| ----- | ----------- | -- | -- | ---- | ---- | ----- | ---- | --- | --- | --- | --- | ---- |
| 1979  | Kansas City | 5  | —  | 33.6 | .513 | —     | .711 | 3.6 | 1.8 | 2.0 | .0  | 21.0 |
| 1980  | Kansas City | 3  | —  | 37.6 | .484 | .000  | .429 | 7.7 | 2.3 | 1.3 | .0  | 22.0 |
| 1981  | Kansas City | 8  | —  | 29.3 | .571 | 1.000 | .611 | 2.6 | 3.4 | 1.5 | .0  | 15.5 |
| 1983  | New Jersey  | 2  | —  | 18.5 | .375 | .000  | .500 | 1.0 | 4.5 | 1.5 | .0  | 6.5  |
| 1984  | New Jersey  | 11 | —  | 35.2 | .415 | .000  | .521 | 2.4 | 3.7 | 1.8 | .1  | 15.2 |
| 1986  | New Jersey  | 3  | 3  | 44.0 | .527 | .000  | .579 | 4.0 | 3.3 | 2.0 | 1.0 | 23.0 |
| 1989  | Boston      | 3  | 1  | 6.7  | .200 | .000  | —    | .7  | .3  | .3  | .3  | .7   |
| Total | Total       | 35 | 4  | 31.1 | .480 | .091  | .583 | 3.0 | 3.0 | 1.6 | .1  | 15.6 |